# Desa Ngreco (administrativ by i Indonesien, Jawa Timur, lat -8,14, long 112,45)
Desa Ngreco är en administrativ by i Indonesien.   Den ligger i provinsen Jawa Timur, i den västra delen av landet, 700 km öster om huvudstaden Jakarta. Desa Ngreco ligger vid sjön Waduk Laor.